# سمير معلوف
سمير معلوف هو ممثل تلفزيوني وإذاعي ومسرحي وممثل صوت لبناني.

## فيلموغرافيا

### مسلسلات
- البخلاء (1986)
- الأمانة (1982)
- القناع الأبيض (1974)
- المشوار الطويل (1970)
- برج الحوت (مسلسل) (1968)
- يا صبر أيوب (1967)
- مغامرات نادر (1965)

### السينما
- حكاية غرام (1962)
- مغامرات شوشو
- موال (1966)
- نار الحب (1968)

### مسرحيات
| السنة | العنوان    | الدور | ملاحظات |
| ----- | ---------- | ----- | ------- |
| 1974  | الفرق نمرة |       |         |

## أعماله في الدبلجة

### رسوم متحركة
- أبطال الجزيرة
- بن 10: ألتيمت إليين - ماكس تنيسون
- بن 10: إليين فورس - ماكس تنيسون
- بن 10: أومنيفرس - ماكس تنيسون، السيد باومان، ويل هارنغ
- البطل خماسي - كيزاكو و عدة شخصيات
- تان تان - البروفيسور ترونيستول
- تيدي ركسبن
- رانزي المدهشة - السيد كاميا
- سانشيرو - كوروزاكي و سينجي
- سفينة المحبة
- السنافر - سنفور مفكر، سنفور مغرور (نسخة إستوديو لبنان والمشرق)
- الشناكل - فناص
- عرض لوني تونز - إلمر فاد (نسخة الدبلجة اللبنانية)[2]
- غابة الأماني
- فتيان السلاحف - مايكل أنجلو
- مغامرات سندباد - والد سندباد
- منزل فوستر - إدوارد
- نينجا المغامر - هيات الصوت الأول و شيزون الصوت الثاني

### مسلسلات
- مهما كان الثمن - راوول.

## وصلات خارجية
- سمير معلوف على موقع IMDb (الإنجليزية)